# Lionel Strongfort

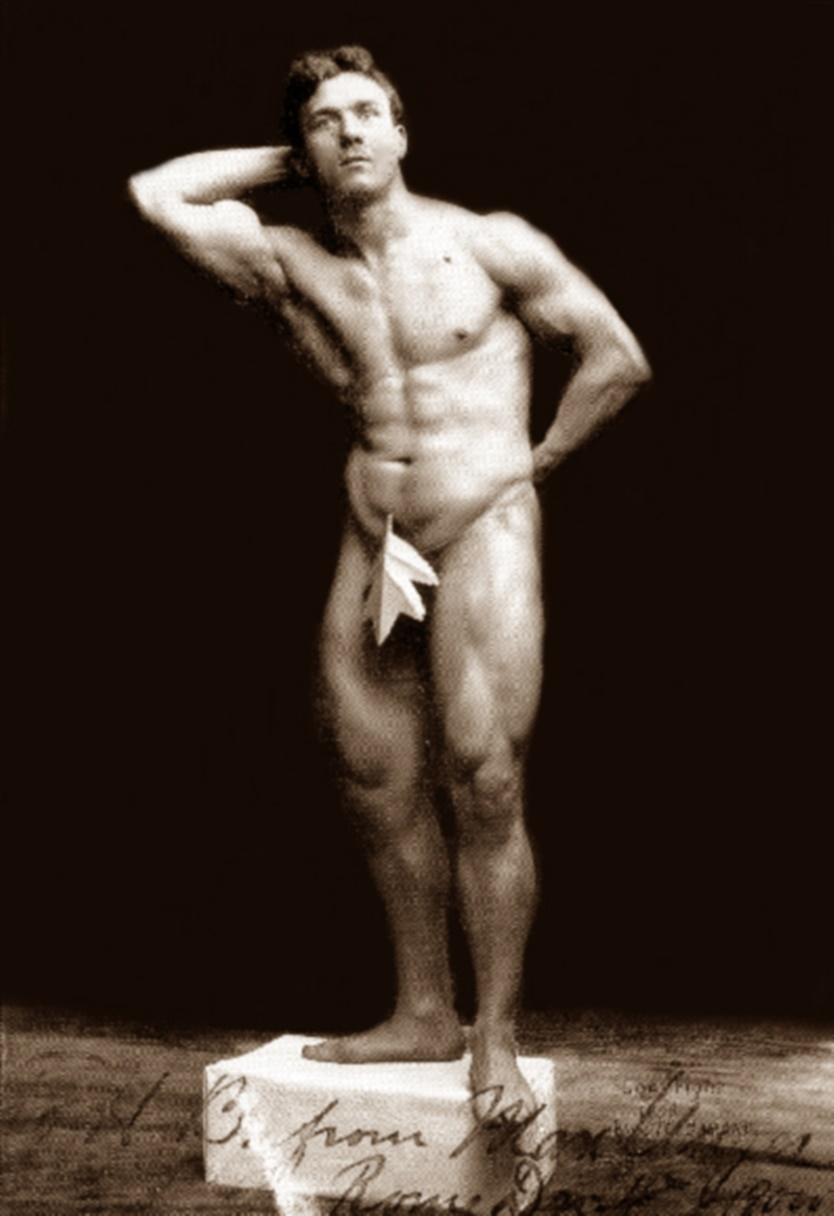
Portret siłacza autorstwa Napoleona Sarony, pozuje młody Max Unger.

Lionel Strongfort, właściwie Max Unger (ur. 23 listopada 1878 w Berlinie, Niemcy, zm. 27 listopada 1967) – jeden z pionierów kulturystyki, zapaśnik, gimnastyk, autor bestsellerowego korespondencyjnego kursu ćwiczeń fizycznych.

## Życiorys
Przełomowym momentem w życiu młodego, szesnastoletniego Maksa Ungerna, terminatora u zegarmistrza, było spotkanie z Louisem Attilą. Mistrz natychmiast dostrzegł potencjał młodzieńca i zachęcił go do uczęszczania na swoje treningi. Już po roku Max Ungern osiągnął fenomenalną formę (w wieku siedemnastu lat jedną ręką podnosił nad głowę ciężar o wadze 130 funtów). Oprócz podnoszenia ciężarów uprawiał również boks, zapasy i inne sporty. Pokonał tureckich zapaśników – Yusufa Ismaila i Adaliego Halila, którzy w tym czasie odbywali światowe tournée. Przyjął również sceniczny pseudonim Lionel Strongfort i rozpoczął własny cykl pokazów na wodewilowych i cyrkowych scenach całego świata. Pozował również dla rzeźbiarzy i fotografów.

Czynem, który przyniósł mu największą sławę był "Human Bridge Act" ("Ludzki Most") – opierając się tylko na rękach i nogach utrzymał ciężar mostu, przez który przejechał samochód z szóstką pasażerów. 

W pierwszych latach XX wieku zaprzestał pokazów, zamieszkał w USA i zajął się  prowadzeniem kursu korespondencyjnego, sprzedażą książek, sprzętu sportowego i suplementów diety.

### Książki
- Intelligence in Physical Culture. sandowplus.co.uk. [zarchiwizowane z tego adresu (2006-05-11)].
- Life's Energy through Strongfortism. sandowplus.co.uk. [zarchiwizowane z tego adresu (2006-05-16)].
- Strongfortism – the Complete Course. sandowplus.co.uk. [zarchiwizowane z tego adresu (2006-11-05)].
- Strongfortism – the Advanced Course. sandowplus.co.uk. [zarchiwizowane z tego adresu (2006-05-16)].

### Artykuły
- (en) Raymond Brennan – Old-Time Physical Culture
- (en) Raymond Brennan – Strongfortism for the Martial Artist

### Pozostałe
- zdjęcia